# ۲-اتیل‌هگزانوات کروم(III)
۲-اتیل‌هگزانوات کروم(III) (به انگلیسی: Chromium (III) 2-ethylhexanoate) با فرمول شیمیایی C۲۴H۴۵CrO۶ یک ترکیب شیمیایی با شناسه پاب‌کم ۱۰۳۰۱۲ است. که جرم مولی آن ۴۸۱٫۶ g/mol می‌باشد. واین ترکیب به عنوان کاتالیست برای تهیه 1-هگزن از طریق تریمریزاسیون اتیلن به کار می رود این کاتالیست در پتروشیمی برای تهیه پلی اتیلن با دانسیته کم به کار می رود. این کاتالیست باید در یک محیط کاملاً ایزوله و عاری از هر گونه رطوبت و هوا باید نگهداری شود . رنگ آن سبز تیره بوده و محلول در حلا لهای آلی می باشد . 